# Zorka von Montenegro

Zorka von Montenegro

Prinzessin Ljubica „Zorka“ von Montenegro (* 11. Dezemberjul. / 23. Dezember 1864greg. in Cetinje, Montenegro; † 4. Märzjul. / 16. März 1890greg. ebenda) war ein Mitglied aus dem Haus Petrović-Njegoš und durch Heirat Kronprinzessin von Serbien.

## Leben
Zorka war die älteste Tochter von König Nikola I. von Montenegro (1841–1921) und seiner Gattin Milena Vukotić (1847–1923). Zorka, wie sie in der Familie genannt wurde, wuchs mit ihren Geschwistern in Cetinje auf. Sie wurde später im russischen Internat Smolny-Kloster erzogen.

Hochzeitsfoto, 1883

Am 30. Julijul. / 11. August 1883greg. heiratete Prinzessin Zorka von Montenegro in Cetinje Prinz Peter Karađorđević (1844–1921), ältester Sohn des serbischen Fürsten Alexander I. Aus der Ehe gingen fünf Kinder hervor:
- Elena (1884–1962) ⚭ 1911 Prinz Iwan Konstantinowitsch Romanow
- Milena (1886–1887)
- Georg (1887–1972), geisteskrank erklärt
- Alexander (1888–1934) ⚭ 1922 Prinzessin Maria von Rumänien
- Andrea (*/† 1890).

Während, nach der Abdankung ihres Schwiegervaters 1858, zunächst mit Mihailo Obrenović, Milan I. Obrenović und Aleksandar Obrenović die konkurrierende Dynastie Obrenović regierte, lebte sie in Genf und in Cetinje, im Exil. Kronprinzessin Ljubica „Zorka“ von Serbien starb 1890 in Cetinje während der Geburt ihres fünften Kindes und wurde in der Krypta der St. Georg-Kirche in Topola, Serbien, beigesetzt.